# حزب انقلابیون سوسیالیست (لسوتو)
حزب انقلابیون سوسیالیست (به سوتویی: Kanana Ea Basotho) یک حزب سیاسی در کشور لسوتو است که در اکتبر ۲۰۱۷ توسط تبوهو موجاپلا، عضو پیشین حزب حزب کنوانسیون همه باسوتو، بنیان‌گذاری شد. این حزب به‌طور رسمی در ۲۸ ژانویه ۲۰۱۸ به ثبت رسید.
در سال ۲۰۱۹، این حزب تظاهرات کشاورزان را علیه نخست‌وزیر توماس تابانه سازمان داد. در انتخابات عمومی ۲۰۲۲، حزب موفق به کسب ۲ کرسی در مجلس ملی لسوتو شد.

## نتایج انتخابات
حزب انقلابیون سوسیالیست برای نخستین بار در انتخابات عمومی لسوتو در سال ۲۰۲۲ شرکت کرد و توانست ۱۰,۷۳۸ رأی معادل ۲.۰۸٪ از کل آراء را کسب کند. این نتیجه منجر به کسب ۲ کرسی در مجلس ملی لسوتو شد. حزب در این دوره به عنوان یکی از احزاب مخالف حضور داشت.